# Quatrième branche du gouvernement
Dans le système politique des États-Unis, la quatrième branche du gouvernement (en anglais, the fourth branch of government) fait référence à un groupe qui est censé influencer les trois pouvoirs (ou branches) du gouvernement fédéral américain qui sont définis dans la constitution américaine (exécutif, législatif et judiciaire). Un tel groupe peut être la presse (une analogie au quatrième pouvoir français), le peuple, des groupes d'intérêt.

Les agences fédérales indépendantes, qui font techniquement partie de la branche exécutive (et pour quelques-unes de la branche législative) du gouvernement américain, sont quelquefois citées comme la quatrième branche.

## Source
- (en) Cet article est partiellement ou en totalité issu de l’article de Wikipédia en anglais intitulé « fourth branch of government » (voir la liste des auteurs).